# شاهين (حاسوب فائق)
شاهين هو حاسوب عملاق فائق السرعة تمتلكه جامعة الملك عبدالله للعلوم والتقنية التي تقع في ثول على شاطئ البحر الأحمر شمال مدينة جدة غربي السعودية، وقد ظهر شاهين في المرتبة السابعة على قائمة TOP500 لأقوى الحواسيب العملاقة فائقة السرعة وذلك لشهر يونيو من عام 2015.

## شاهين الثاني (Shaheen II)
الجيل الثاني من شاهين يملك المواصفات التالية
- الحاسوب الفائق Cray XC40 مع تقنية داتا راب (DataWarp).
- نظام التخزين Cray Sonexion 2000.
- نظام التخزين Cray ذو الرفوف القابل للتكيف (Cray Tiered Adaptive Storage (TAS) system).
- جهاز التحليل البياني Cray Urika-GD.

### أداء شاهين الثاني
- 5.536 بيتا فلوبس من الأداء المعزز معلينباك.
- 7.2 بيتا فلوبس أعلى أداء نظري متوقع.
- 790 تيرابايت حجم الذاكرة العشوائية.
- 197,568 نواة (معالج هاسويل من إنتل)

## شاهين الأول (Shaheen I)
الجيل الأول من شاهين يملك المواصفات التالية
- 16 رفاً من معالجات الجين الأزرق التي تملك تصل أعلى قيمة أداء لها حتى 222 تيرافلوبس.
- 164 عقدة معالجة (العقدة تحتوي على عدة معالجات) من آي بي أم، معالج إنتل زيون اكس 3550، تصل أعلى قيمة أداء له حتى 12 تيرافلوبس.

### أداء شاهين الأول
- 65,536 نواة معالجة مستقلة.

نظام الملفات وأشرطة التسجيل مركبة مقابل نظام (الجين الأزرق) ومجموعة لينكس. كل اجزاء النظام تتصل ببعضها عن طريق (عمود فقري) مشترك يمكن لجميع مباني الجامعة الاتصال به. النظام متاح دوما من خلال الإنترنت.

## الخدمات
نظام شاهين المتواجد في (كاوست) في معمل الحاسبات الفائقة. وهو متاح لمساعدة مستخدمي (كاوست) في مشاريعهم وتقديم التدريب والنصح لتطوير البرامج وتقديم الاستشارات حول أفضل الطرق للعمل والدعم الفني عند الحاجة. آعضاء هيئة التدريس لديهم القدرة على استخدام: الدعم العام لمجموعة مستخدمي شاهين، يتضمن ذلك جدولة أنظمة النهايات الطرفية. دعم حسابات السرعة الفائقة (للتحدي الكبير)عن طريق التعاون مع المركز لاختراق الصعوبات التي تواجه الباحثين المتعاونين في مجالات الحساب فائقة السرعة وتطبيقاتها، البرامج الوسيطة، المكتبة، دعم الخوارزميات، تمكين البرامج الخدمية التي يطورها مستخدمو (CDCR) للتطوير، تمكين المنافذ والتطبيقات الرئيسية على نطاق برنامج الحوسبة عالية الأداء، وإدارة أفضل الممارسات في تقنيات المشاركة مع باحثين بجامعة الملك عبد الله في مشاريع التدريب الخارجي على الأداء العالي لنظم الحاسب، وبرمجة التطبيقات أو تحسين الخوارزميات

## الخطط المستقبلية
خطة المركز ان يتحول شاهين إلى نظام بيتاسكيل في المستقبل. وقد جهز المركز ليستوعب 500 رف من معالجات الجني الأزرق. عندما تصل السرعة إلى البيتاسكيل نخطط لزيادة سرعة الحسابات إلى مليون ترليون حساب في الثانية

## الأبحاث المدعومة
باستخدام نظام شاهين ستركز كاوست على الأبحاث في مجالات الموارد والطاقة والعلوم البيولوجية وهندسة المواد الحيوية وهندسة الرياضيات التطبيقية وعلوم الحساب. ستكون مجموعة البيانات هذه البحث فريدة من نوعها لأنها تأتي من المملكة العربية السعودية، كما أنها تركز على مواضيع البترول والغاز والبحر الأحمر ومواضيع خاصة بالجامعة

## القيود
على الرغم من ان الجامعة لا تدعم التفرقة بين الطلاب على اساس الدين أو الجنس أو مكان الميلاد، الا ان أي بي ام  قامت بمواءمة التكنولوجيا لأنظمة التصدير الحكومية الأمريكية. هذه الأنظمة أيضا تقضي بتقييد أو منع كل من سوريا وإيران والسودان وكوبا وشمال كوريا من الاستفادة من هذا الكمبيوتر.

## الشركاء
أصبح نظام شاهين حقيقة بسبب التعاون المشترك مع شركة آي بي إم وجامعة كاوست. بالإضافة إلى أنهم سيشاركون في اتفاقيات بحوث مع المنظمات والشركات التالية:
- مركز اكسفورد لأبحاث الرياضيات التطبيقية من جامعة اكسفورد
- ماساتشوستس للتقنية الكلية الملكية
- جامعة لندن وهونغ كونغ للعلوم والتكنولوجيا
- كلية وود هول أوشيانيك جرافيك
- شركة البترول الفرنسية الوطنية
- جامعة سنغافورة
- الجامعة الأمريكية بالقاهرة
- جامعة ميونخ للتقنية
- مركز أبحاث جي أي العالمي
- مدينة الملك عبد العزيز للعلوم والتقنية
- جامعة الملك فهد للبترول والمعادن
- أرامكو السعودية
- ويب برو العربية
- كلية الهند للتكنولوجيا بكانبور

## يمكنك أيضا الاطلاع على
- فرونتير (حاسوب عملاق)
- الجين الأزرق
- جامعة الملك عبد الله للعلوم والتقنية

## وصلات خارجية
- موقع جامعة الملك عبد الله للعلوم والتقنية
- فيديو يعرض كمبيوتر شاهين في معمل الحاسبات الفائقة في كاوست